# Função indicadora

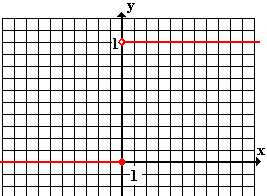
A função característica de.

Na matemática, a função indicadora de um conjunto é a função que indica se o elemento pertence ao conjunto, assumindo neste caso o valor 1, e 0 em caso contrário. Em algumas áreas da matemática, também é chamada de função característica.

## Formalização matemática
A função indicadora de um conjunto A é denotada por {\displaystyle I_{A}(x)}, {\displaystyle I\left(x\in A\right)}), {\displaystyle A(x)} ou {\displaystyle \chi _{A}(x)}.  A letra grega χ é usada por ser a letra inicial da palavra grega que corresponde a característica.
Formalmente, a função indicadora de um conjunto A é a função:
{\displaystyle \mathbf {I} _{A}:X\to \lbrace 0,1\rbrace }
definida por 
{\displaystyle \mathbf {I} _{A}(x)=\left\{{\begin{matrix}1&{\mbox{se}}\ x\in A,\\0&{\mbox{se}}\ x\notin A.\end{matrix}}\right.=\left\{{\begin{matrix}1&{\mbox{se}}\ x\in A,\\0&{\mbox{se}}\ x\in A^{c}=X-A.\end{matrix}}\right.}

Os colchetes de Iverson permitem a notação compacta {\displaystyle [x\in A]}.

## Propriedades da função indicadora
1. Se {\displaystyle A\subset B}, então {\displaystyle \mathbf {I} _{A}\leq \mathbf {I} _{B}}
2. {\displaystyle \mathbf {I} _{\Omega }=1}
3. {\displaystyle \mathbf {I} _{A^{c}}=1-\mathbf {I} _{A}}
4. {\displaystyle \mathbf {I} _{A\cap B}=\min(\mathbf {I} _{A},\mathbf {I} _{B})}
5. {\displaystyle \mathbf {I} _{A\cup B}=\max(\mathbf {I} _{A},\mathbf {I} _{B})}